# Perfeito Fortuna
Perfeito Antônio Fortuna Serra Lopes, (Vila Nova de Gaia, 22 de março de 1950) mais conhecido por Perfeito Fortuna, é um ator, produtor e promotor de eventos luso-brasileiro membro do grupo teatral Asdrúbal Trouxe o Trombone e fundou o Circo Voador do Rio de Janeiro. Como ator, participou da novela Prova de Amor de Tiago Santiago, como Miro das Candongas. Interpretou o Palhaço Pepe em Caminhos do Coração, Os Mutantes: Caminhos do Coração e Mutantes - Promessas de Amor, também de Tiago Santiago.

## Trabalhos

### Na televisão
| Ano  | Título                      | Papel                          |
| ---- | --------------------------- | ------------------------------ |
| 2019 | Sob Pressão                 | João da Silva (Seu João)       |
| 2017 | O Rico e Lázaro             | Aicão                          |
| 2016 | Me Chama de Bruna           | Claudionor Ferreira            |
| 2015 | Felizes para Sempre?        | Dionísio Drummond              |
| 2012 | Máscaras                    | Dr. Cotrim                     |
| 2010 | Balada, Baladão             | Genásio                        |
| 2010 | Ribeirão do Tempo           | Dr. Ventania                   |
| 2009 | Mutantes: Promessas de Amor | Petrônio Luz (Pepe)            |
| 2008 | Os Mutantes                 | Petrônio Luz (Pepe)            |
| 2007 | Caminhos do Coração         | Petrônio Luz (Pepe)            |
| 2005 | Prova de Amor               | Waldemiro das Candongas (Miro) |

### No cinema
| Ano  | Título                                            | Personagem        | Notas          |
| ---- | ------------------------------------------------- | ----------------- | -------------- |
| 1974 | A Rainha Diaba                                    | —                 |                |
| 1978 | A Queda                                           | Operário          |                |
| 1982 | Sinal Vermelho                                    | Caturre           | Curta-metragem |
| 1982 | Beijo na Boca                                     | Vaporupe          |                |
| 1984 | Assaltaram a Gramática                            | —                 | Curta-metragem |
| 1988 | Referência                                        | —                 | Curta-metragem |
| 2002 | Suspiros Republicanos ao Crepúsculo de um Império | Benjamin Constant | Curta-metragem |
| 2003 | O Homem do Ano                                    | Robinson          |                |
| 2015 | Nise: O Coração da Loucura                        | Aurélio           |                |
| 2019 | Chorar de Rir                                     | Romeu             |                |
| 2022 | D. P. A. 3 - Uma Aventura no Fim do Mundo         | Baltazar          |                |